# 七十分
七十分，原寫為七十份，是臺灣苗栗縣銅鑼鄉的一個傳統地域名稱，位於該鄉東北部。相較於今日行政區，其範圍大致包括興隆村北部凸出部分、中平村南半部、福興村東南部、銅鑼村東部、樟樹村東北部。
本地區範圍跨越後龍溪兩岸。

## 歷史
台灣清治末期至日治初期，七十分地區為一街庄，稱為「七十份庄」，隸屬於苗栗一堡。該庄北邊與芎蕉灣庄、中心埔庄為鄰，東與石圍墻庄為界，南邊為老鷄隆庄，西邊為樟樹林庄、銅鑼灣庄。
1901年（日治明治三十四年）11月，全台廢縣廳改設二十廳，該庄隸屬於苗栗廳。1909年（明治四十二年）10月，合併二十廳為十二廳，該庄改隸屬於新竹廳。1920年（大正九年），廢十二廳改設五州二廳，該庄改制並雅化為「七十分」大字，隸屬於新竹州苗栗郡銅鑼庄。
戰後銅鑼庄改制為銅鑼鄉，隸屬於新竹縣，大字亦改制為村。1950年桃、竹、苗分治，銅鑼鄉改隸屬於苗栗縣。

## 聚落
本地區發展較早的聚落有七十份、雙叉樹下、五份埔等，在日治期初期的官方地圖上已有記載。此外，本地區尚有黃泥崎、龍泉、牛塚等聚落。

## 交通
省道台72線是「東西向快速公路－後龍汶水線」，俗稱「後汶快速公路」，大致以縱向轉北北西—南南東走向蜿蜒經過本地區後龍溪右岸地帶，並在本地區北部邊界地帶的縣道128號交會處設有銅鑼交流道，在本地區東南部縣道119甲線交會處設有平交路口。由該道路向北可前往公館西北部、頭屋、後龍並止於省道台1線路口，向南南東可前往石圍墻、出磺坑、汶水並止於省道台3線路口。
縣道119號是龍港至三義雙連潭的道路，大致以北北西—南南東走向轉西北—東南走向再轉北北西—南南東走向蜿蜒經過七十分地區後龍溪左岸的中南部地帶。由該道路向北北西轉西北西經銅鑼市區轉北可前往三座厝、五湖、四湖店、東三湖、二湖、頭湖、烏眉、龍港並止於省道台61線（西部濱海快速公路）後龍交流道及台6線路口，向南南東轉南可前往老鷄隆、新鷄隆、雙連潭並止於縣道130號路口。
縣道119甲線，是尖山至龍泉的道路，其南側端點位於本地區西南部後龍溪左岸龍泉的縣道119號路口。由此向東北經後龍溪客屬大橋、省道台72線平交路口後出境，可前往關爺埔、坊屋下、公館市區東郊、大坑西北部、尖山中北部並止於鄉道苗25-1線路口。
縣道128號是通霄至公館的道路，大致先以北向南繞Ｕ字形經過本地區西北部，再轉西向東略偏北經後龍溪中平大橋、省道台72線銅鑼交流道後轉東北經過本地區北部邊界地帶中段。由該道路西段西側向北轉西北再轉西南經銅鑼市區後轉西可前往三座厝、高埔、烏眉坑、內湖、通霄市區並止於台鐵通霄車站前中山路（省道台1線舊線）路口，由東段東側向東北可前往中心埔東南端、中小義、麻薺寮並止於省道台6線路口。
鄉道苗27線是嘉盛至上福基的道路，大致以縱向轉北北東—南南西走向再轉西北—東南走向經過本地區東部近邊界地帶。由該道路向北可前往中心埔、水流娘、維祥、芒埔、嘉盛並止於省道台13線路口，向東南可前往石圍墻、上福基並止於省道台6線路口。

## 產業
- 中興工業區南區